# Čára

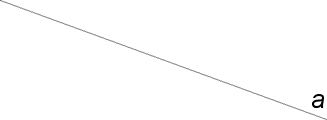
Ukázka rovné čáry v podobě přímky

Čára je souvislá řada bodů probíhající v určitém směru nebo volně měnící směry.

## Geometrie
Pokud je čára rovná a není ohraničená označuje se v geometrii jako přímka, pokud je rovná a ohraničená z obou stran, jedná se o úsečku, pokud je ohraničená z jedné strany, jedná se o polopřímku. 
Pokud je čára zahnutá jedná se o křivku. Za předpokladu, že by čára byla uzavřená, tedy začátek a konec splýval, jedná se o uzavřený útvar, který za jistých předpokladů může tvořit například kružnici, čtverec, obdélník atd.

## Kartografie
V kartografii se vyznačují pomocí čar různé druhy hranic objektů a jevů, liniové stavby a podobně.

## Umění
Čára se využívá v umění jako základní prostředek zachycení záměru umělce například v kresbě.

## Druhy čáry
Čáry se dělí na plné, čárkované, tečkované, střídavé. Podle tloušťky se čáry dělí na tenké, tlusté a velmi tlusté, nejtenčí čáry se označují jako vlasové. Čáry se dělí na pravidelné a nepravidelné (například čáry kreslené tzv. od ruky).